# Mary Rowlandson

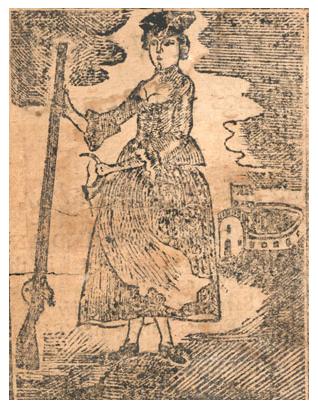
Illustration von Mary Rowlandson aus A Narrative of the Captivity, Sufferings and Removes of Mrs. Mary Rowlandson (Ausgabe von 1770)

Mary Rowlandson (geboren um 1637 in der Grafschaft Somerset, England als Mary White; gestorben 1711 in Wethersfield, Connecticut) war eine englische Siedlerin in Neuengland, die 1675 durch amerikanische Ureinwohner gefangen genommen wurde und durch ihren 1682 veröffentlichten Erfahrungsbericht darüber bekannt wurde.

## Leben
Sie wurde in England geboren, siedelte aber schon im Kindesalter mit ihren puritanischen Eltern in die Kolonie Massachusetts in Neuengland über, um der religiösen Verfolgung durch die anglikanische Staatskirche zu entgehen. Die Familie siedelte zunächst in Salem, später in Lancaster, wo Mary 1656 Joseph Rowlandson heiratete, der vier Jahre später zum Pfarrer der Gemeinde ernannt wurde. Bei einem Indianerangriff auf Lancaster während des King Philip’s War wurde sie mit ihren drei Kindern am 10. Februar 1675 von Narraganset-Indianern gefangen genommen. Ihre entbehrungsreiche Gefangenschaft währte bis zum 2. Mai, als sie bei Princeton gegen Zahlung eines Lösegeldes in Höhe von £20 freigekauft wurde. Das Geld wurde unter anderem von mehreren Frauen der Koloniehauptstadt Boston gestiftet, die Verhandlungen führte John Hoar, ein Bürger der Siedlung Concord. Der Ort ihrer Freilassung ist heute als Redemption Rock („Fels der Erlösung“) bekannt.
Eines ihrer Kinder überlebte die Geiselhaft nicht, die beiden anderen wurden zeitweilig von ihr getrennt, kamen aber später frei. Ihr Mann starb 1678 eines natürlichen Todes, ein Jahr darauf heiratete sie Samuel Talcott. Sie starb 1711 in Wethersfield, Connecticut.

## Werk

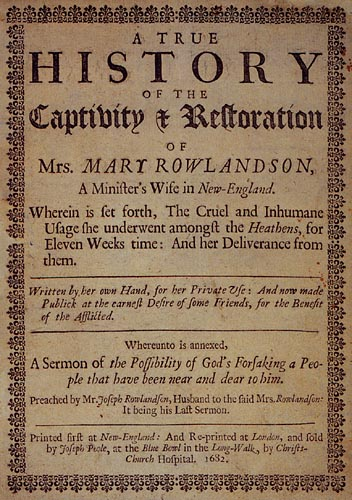
Frontizip der ersten Ausgabe von A True History of the Captivity and Restoration of Mrs. Mary Rowlandson (London 1682)

1682 veröffentlichte Rowlandson einen Bericht über ihre Gefangenschaft. Er erschien im neuenglischen Concord unter dem frommen Titel The soveraignty and goodness of God, together with the faithfulness of his promises displayed („Die Herrschaft und Güte Gottes und die Wahrhaftigkeit seiner Verheißungen“), im gleichen Jahr in London als A true history of the captivity and restoration of Mrs Mary Rowlandson („Die wahre Geschichte der Gefangenschaft und Befreiung der Mrs. Mary Rowlandson“).
Das Buch entwickelte sich zu einem der ersten Bestseller der amerikanischen Literatur. Die amerikanische Ausgabe erlebte noch im selben Jahr eine zweite Auflage und wurde auch im 18. und 19. Jahrhundert vielfach nachgedruckt. Rowlandsons Bericht ist der erste einer ganzen Reihe von derartigen Berichten über die Gefangennahme durch Indianer, die als „captivity narratives“ bald ein eigenes Literaturgenre bildeten.